# Municipio de Melchor de Mencos
Municipio de Melchor de Mencos är en kommun i Guatemala.   Den ligger i departementet Petén, i den nordöstra delen av landet, 300 km nordost om huvudstaden Guatemala City.